# Pero rumina
Pero rumina är en fjärilsart som beskrevs av Druce 1892. Pero rumina ingår i släktet Pero och familjen mätare. Inga underarter finns listade i Catalogue of Life.